# Reiner Holsten

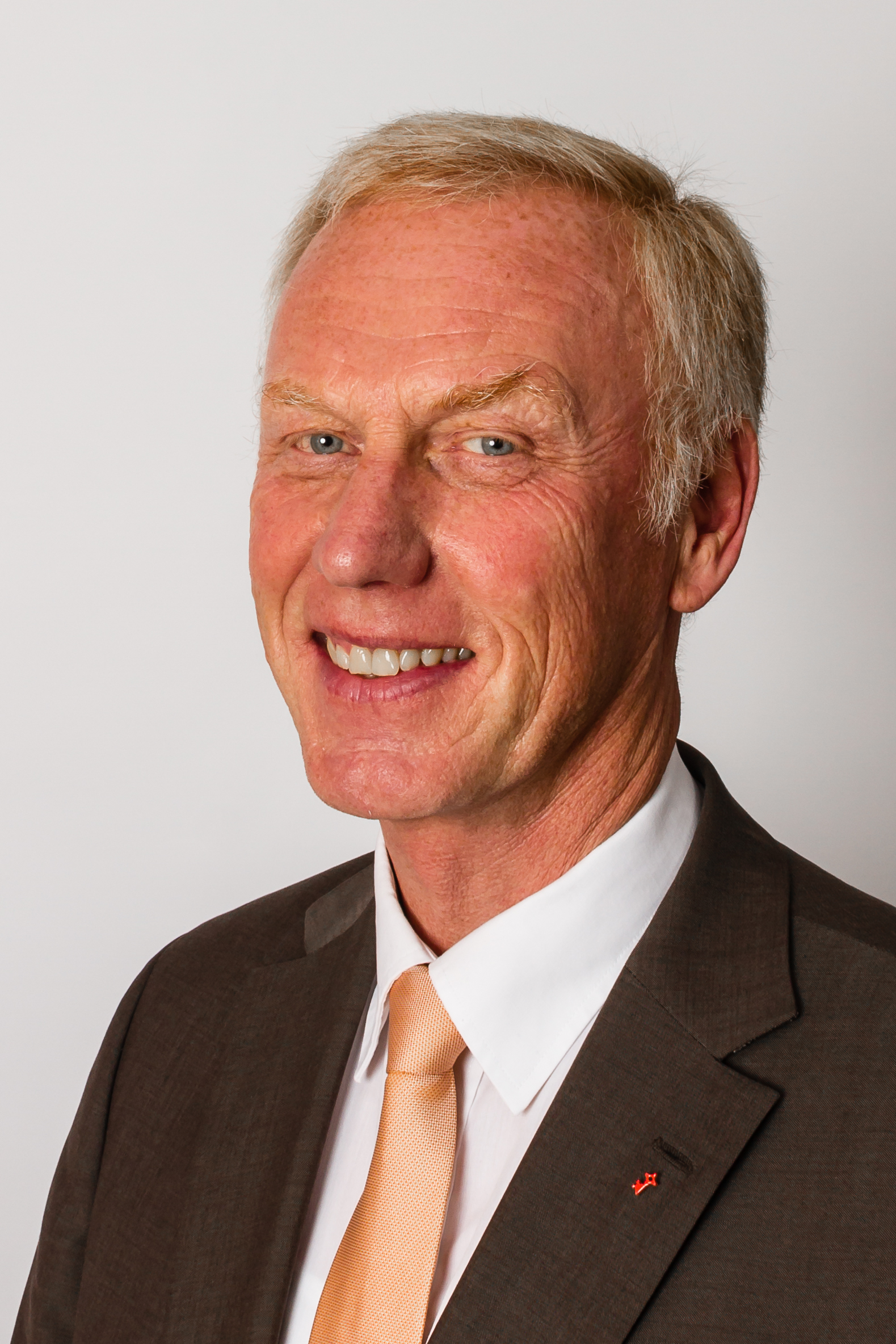
Reiner Holsten

Reiner Holsten (* 22. Juni 1952 in Nartum) ist ein Bremer Politiker (SPD) und war Abgeordneter der Bremischen Bürgerschaft.

## Biografie

### Ausbildung und Beruf
Holsten ist Lehrer. Aufgrund des Abgeordnetengesetzes (Inkompatibilitätsregelung) ruhte sein Dienstverhältnis bis zur Änderung dieser Regelung 2011 für die Dauer der Mitgliedschaft in der Bürgerschaft. Seitdem ist er halbtags bei der Senatorin für Bildung und Wissenschaft zuständig für Europaschulen.

### Politik
Von 2009 bis 2015 war Holsten Abgeordneter in der Bürgerschaft. Er war für Carsten Sieling eingetreten, der wegen Übernahme seines Bundestagsmandats ausgeschieden ist und er wurde 2011 erneut gewählt.

Er war vertreten im
Ausschuss für Integration, Bundes- und Europaangelegenheiten, internationale Kontakte und Entwicklungszusammenarbeit,
Ausschuss für Wissenschaft, Medien, Datenschutz und Informationsfreiheit,
Betriebsausschuss „Musikschule Bremen“,
Petitionsausschuss (Land und Stadt) und im
Rechtsausschuss sowie in der
städtischen Deputation für Wirtschaft, Arbeit und Häfen.
Holsten war vom 3. März 2009 bis 24. März 2014 Vorsitzender des SPD-Unterbezirks Bremen-Nord. Von 2008 bis 2011 war er Schriftführer im SPD-Landesvorstand Bremen. Seit 2014 ist er Vorsitzender der SPD-Ortsvereins Burgdamm.
Holsten ist ferner Mitglied des Wirtschafts- und Strukturrat Bremen-Nord e.V. (WIR). Er ist Fördermitglied des Bremer Wollkämmerei-Museums.